# Niko Miljanić
Niko Miljanić, (crnogor. ćiril. Нико Миљанић, Cetinje, 1892. – Meksiko, 1957.), doktor medicinskih znanosti, profesor Medicinskog fakulteta u Beogradu i prvi predsjednik CASNO-a.
Bio je jedan od najpoznatijih ljekara u Kraljevini Jugoslaviji.
Učesnik je Narodnooslobodilačke borbe, crnogorski zastupnik u Antifašističkom vijeću narodnoga oslobođenja Jugoslavije, predsjednik Zemaljskog antifašističkog vijeća narodnog oslobođenja Crne Gore i predsjednik Crnogorske antifašističke skupštine narodnog oslobođenja do konca 1946. godine.
Nositelj odličja Narodni heroj Jugoslavije.
Jedna bolnica u Nikšiću nosi njegovo ime.